# Werner von Gustedt
Werner von Gustedt (* 14. Oktober 1813 in Braunschweig; † 1. Oktober 1864 in Halberstadt) war Landrat des Kreises Halberstadt in der preußischen Provinz Sachsen und im Kreis Rosenberg in Westpreußen. Er besaß das Gut Rhoden im Kreis Halberstadt und auch das Gut Garden im Kreis Rosenberg in Westpreußen.

## Leben
Er entstammte dem hildesheimischen Uradelsgeschlecht Gustedt mit gleichnamigem Stammhaus und war der Sohn von Joachim Philipp von Gustedt (1749–1814). Sein Vater starb, als Werner gerade ein Jahr alt war. 
Gustedt verlobte sich 1837 in Kissingen mit Jenny Rabe von Pappenheim, der Nichte Napoleons, und heiratete sie am 6. März 1838 in Weimar. Aus dieser Ehe ging u. a. Otto von Gustedt (1839–1905) und Werner von Gustedt-Lablacken (1842–1908) hervor. 
Von 1860 bis zu seinem Tod 1864 war er Landrat in Halberstadt.